# Domenico di Silos
Domenico di Silos, in spagnolo Domingo de Silos (Cañas, 1000 circa – Santo Domingo de Silos, 20 dicembre 1073), fu abate del monastero di Santo Domingo de Silos ed è venerato come santo dalla Chiesa cattolica.

## Biografia
In gioventù fu pastore per poi entrare in una comunità monastica benedettina a San Millán de la Cogolla. Divenuto abate di quella comunità si scontrò con il re navarro Garcia III che intendeva incamerare i beni dell'abbazia. Dopo questi contrasti si spostò in Castiglia sotto la protezione di Ferdinando I che gli chiese di riportare all'antico splendore il monastero di San Sebastián de Silos del VII secolo, allora in rovina. Il monastero tornò a fiorire diventando un centro di cultura, carità e religiosità. In esso si mantenne vivo l'antico rito mozarabico dei Visigoti che quattro secoli prima avevano fondato la comunità monastica a Silos. Domenico morì in questo centro monastico, dove tuttora si trovano le sue spoglie, e che in seguito prese il suo nome.

## Culto
Poco più di un secolo dopo la madre di Domenico di Guzmán, Giovanna d'Aza, venne a pregare sulla sua tomba per il nascituro. Esaudita volle dare al figlio il nome del santo in ringraziamento.
Era tradizione che quando una regina di Spagna aveva una gravidanza, l'abate di Silos le portasse la staffa di san Domenico, che veniva posta accanto al suo letto fino al giorno del parto, per propiziare la nascita.